# James Crawford (sciatore)
James Alexander Crawford detto Jack (Toronto, 3 maggio 1997) è uno sciatore alpino canadese, campione del mondo nel supergigante a Courchevel/Méribel 2023.

## Biografia
Crawford è nipote di Judy e fratello di Candace, a loro volta sciatori alpini; attivo in gare FIS dal dicembre del 2013, in Nor-Am Cup ha esordito l'11 marzo 2014 a Nakiska in slalom gigante (14º), ha colto il primo podio il 17 dicembre 2015 a Panorama in slalom speciale (2º) e la prima vittoria il 12 febbraio 2016 a Whiteface Mountain in combinata. Ha debuttato in Coppa del Mondo il 22 gennaio 2018 a Kitzbühel in supergigante, senza completare la prova, ai Giochi olimpici invernali a Pyeongchang 2018, classificandosi 29º nello slalom gigante, 20º nella combinata e non completando il supergigante, e ai Campionati mondiali a Åre 2019, dove si è classificato 36º nel supergigante.
Ai Mondiali di Cortina d'Ampezzo 2021 si è classificato 21º nella discesa libera, 14º nel supergigante, 4º nella combinata, 7º nella gara a squadre e non ha completato lo slalom gigante. L'anno dopo ai XXIV Giochi olimpici invernali di Pechino 2022 ha vinto la medaglia di bronzo nella combinata e si è piazzato 4º nella discesa libera e 6º nel supergigante; il 6 marzo dello stesso anno ha conquistato a Kvitfjell in supergigante il primo podio in Coppa del Mondo (2º). Ai Mondiali di Courchevel/Méribel 2023 ha vinto la medaglia d'oro nel supergigante, si è classificato 5º nella discesa libera e non ha completato la combinata. Il 25 gennaio 2025 ha conquistato la prima vittoria in Coppa del Mondo nella discesa libera di Kitzbühel e ai successivi Mondiali di Saalbach-Hinterglemm 2025 si è piazzato 23º nella discesa libera e 27º nel supergigante.

## Palmarès

### Olimpiadi
- 1 medaglie:
  - 1 bronzo (combinata a Pechino 2022)

### Mondiali
- 1 medaglie:
  - 1 oro (supergigante a Courchevel/Méribel 2023)

### Mondiali juniores
- 2 medaglie:
  - 1 oro (gara a squadre a Åre 2017)
  - 1 argento (supergigante a Soči/Roza Chutor 2016)

### Coppa del Mondo
- Miglior piazzamento in classifica generale: 12º nel 2023
- 6 podi (4 in discesa libera, 2 in supergigante):
  - 1 vittoria (in discesa libera)
  - 4 secondi posti (2 in discesa libera, 2 in supergigante)
  - 1 terzo posto (in discesa libera)

#### Coppa del Mondo - vittorie
| Data            | Località  | Paese   | Specialità |
| --------------- | --------- | ------- | ---------- |
| 25 gennaio 2025 | Kitzbühel | Austria | DH         |

Legenda:

DH = discesa libera

### Coppa Europa
- Miglior piazzamento in classifica generale: 80º nel 2022
- 1 podio:
  - 1 vittoria

#### Coppa Europa - vittorie
| Data            | Località             | Paese   | Specialità |
| --------------- | -------------------- | ------- | ---------- |
| 25 gennaio 2022 | Saalbach-Hinterglemm | Austria | DH         |

Legenda:

DH = discesa libera

### Nor-Am Cup
- Miglior piazzamento in classifica generale: 2º nel 2016 e nel 2018
- Vincitore della classifica di discesa libera nel 2018 e nel 2019
- Vincitore della classifica di supergigante nel 2018
- 18 podi:
  - 9 vittorie
  - 5 secondi posti
  - 4 terzi posti

#### Nor-Am Cup - vittorie
| Data             | Località           | Paese       | Specialità |
| ---------------- | ------------------ | ----------- | ---------- |
| 12 febbraio 2016 | Whiteface Mountain | Stati Uniti | KB         |
| 12 febbraio 2016 | Whiteface Mountain | Stati Uniti | SG         |
| 28 febbraio 2018 | Copper Mountain    | Stati Uniti | DH         |
| 16 marzo 2018    | Kimberley          | Canada      | KB         |
| 16 marzo 2018    | Kimberley          | Canada      | SG         |
| 18 marzo 2018    | Kimberley          | Canada      | SG         |
| 5 dicembre 2018  | Lake Louise        | Canada      | DH         |
| 6 dicembre 2018  | Lake Louise        | Canada      | DH         |
| 13 dicembre 2019 | Lake Louise        | Canada      | SG         |

Legenda:

DH = discesa libera

SG = supergigante

KB = combinata

### Campionati canadesi
- 3 medaglie:
  - 1 oro (supergigante nel 2019)
  - 2 bronzi (slalom gigante nel 2016; slalom speciale nel 2018)